# Krahwinkel (Lohmar)
Krahwinkel ist ein Stadtteil von Lohmar im Rhein-Sieg-Kreis in Nordrhein-Westfalen. Ein Teil des Ortes gehört zur Gemeinde Neunkirchen-Seelscheid; dort leben 90 Menschen (Stand 2015).

## Geographie
Krahwinkel liegt im Nordosten des Stadtgebietes von Lohmar. Umliegende Ortschaften und Weiler sind Deesem im Nordwesten, Busch im Nordosten, Pohlhausen im Südosten, Winkel im Süden, Breidtersteegsmühle und Breidt im Westen.
Ein orographisch linker Nebenfluss des Wenigerbachs entspringt nördlich von Krahwinkel. Ein namenloser Zufluss des Bicher Bachs entspringt südlich von Krahwinkel. Der Ernesbach fließt durch den Ort.

## Geschichte
Bis zum 1. August 1969 gehörte der Ort zu der bis dahin eigenständigen Gemeinde Breidt.

## Verkehr
- Krahwinkel ist an die Bundesstraßen B 56 und B 507 sowie an die Kreisstraße K 37 angebunden.[4]
- Das Anruf-Sammeltaxi (AST) ergänzt den ÖPNV. Krahwinkel gehört zum Tarifgebiet des Verkehrsverbund Rhein-Sieg (VRS).